# 4. květen
4. květen je 124. den roku podle gregoriánského kalendáře (125. v přestupném roce). Do konce roku zbývá 241 dní. Svátek má Květoslav.

## Události

### Česko
- 1802 – V Habsburské monarchi (a tedy i v Česku) byla zrušena doživotní vojenská služba.
- 1841 – Loupežník Babinský odsouzen k 20 letům žaláře za čtyři loupežné vraždy a sedm loupeží. Trest si odpykal v Brně na Špilberku.
- 1945
  - Partyzánská brigáda Jana Žižky osvobodila Vizovice.
  - Vrchní velitel spojeneckých sil v Evropě generál Dwight D. Eisenhower vydal definitivní rozkaz k postupu amerických vojsk při osvobozování západní a jihozápadní části Československa.

### Svět
- 1415 – Náboženští reformátoři Jan Viklef a Jan Hus byli na kostnickém koncilu odsouzeni jako kacíři.
- 1436 – Atentát na švédského rebela (pozdějšího národního hrdinu) Engelbrekta Engelbrektssona.
- 1471 – Války růží: V bitvě u Tewkesbury Eduard IV. porazil lancasterskou armádu a padl v ní Eduard z Walesu.
- 1493 – Papež Alexandr VI. rozdělil Nový svět mezi Španělsko a Portugalsko podél demarkační linie.
- 1626 – Peter Minuit, první guvernér nizozemské kolonie v Americe, koupil od indiánů za pouhých 60 nizozemských guldenů (24 dolarů) ostrov Manhattan a založil zde osadu Nový Amsterdam. V roce 1664 ji obsadili Angličané a přejmenovali ji na New York na počest vévody z Yorku.
- 1776 – Rhode Island se stal první americkou kolonií, která se vzdala věrnosti králi Jiřímu III.
- 1814 – Císař Napoleon přijel do Portoferraia na ostrově Elba, aby zahájil svůj exil.
- 1886 – V Chicagu došlo k bombovému útoku, který je znám jako Haymarketský masakr. Neznámá osoba hodila bombu na policisty, kteří se snažili rozehnat demonstraci na podporu stávkujících dělníků. Bylo zabito sedm policistů a čtyři civilisté; desítky dalších lidí byly zraněny.
- 1904 – V hotelu Modland v Manchesteru uzavřeli obchodní partnerství motoristický nadšenec Charles Rolls a talentovaný konstruktér Henry Royce. Vznikla firma Rolls-Royce.
- 1904 – Spojené státy zahájily stavbu Panamského průplavu.
- 1910 – Bylo vytvořeno Královské kanadské námořnictvo.
- 1912 – Itálie zabrala řecký ostrov Rhodos.
- 1919 – Hnutí čtvrtého května: Na náměstí Nebeského klidu v čínském Pekingu se konají studentské demonstrace, které protestují proti Versailleské smlouvě, která předala čínské území Japonsku.
- 1924 – V Paříži zahájeny VIII. Letní olympijské hry.
- 1953 – Ernest Hemingway získal Pulitzerovu cenu za novelu Stařec a moře.
- 1959 – První předávání cen Grammy (Grammy Awards). Ceny obdrželi Ella Fitzgeraldová a Perry Como.
- 1970 – Masakr studentů na Kentské státní univerzitě v Ohiu v USA.
- 1979 – Margaret Thatcherová se stala první ženou ve funkci předsedy vlády Spojeného království.
- 1990 – Lotyšsko vyhlásilo nezávislost na Sovětském svazu.

## Narození

### Česko

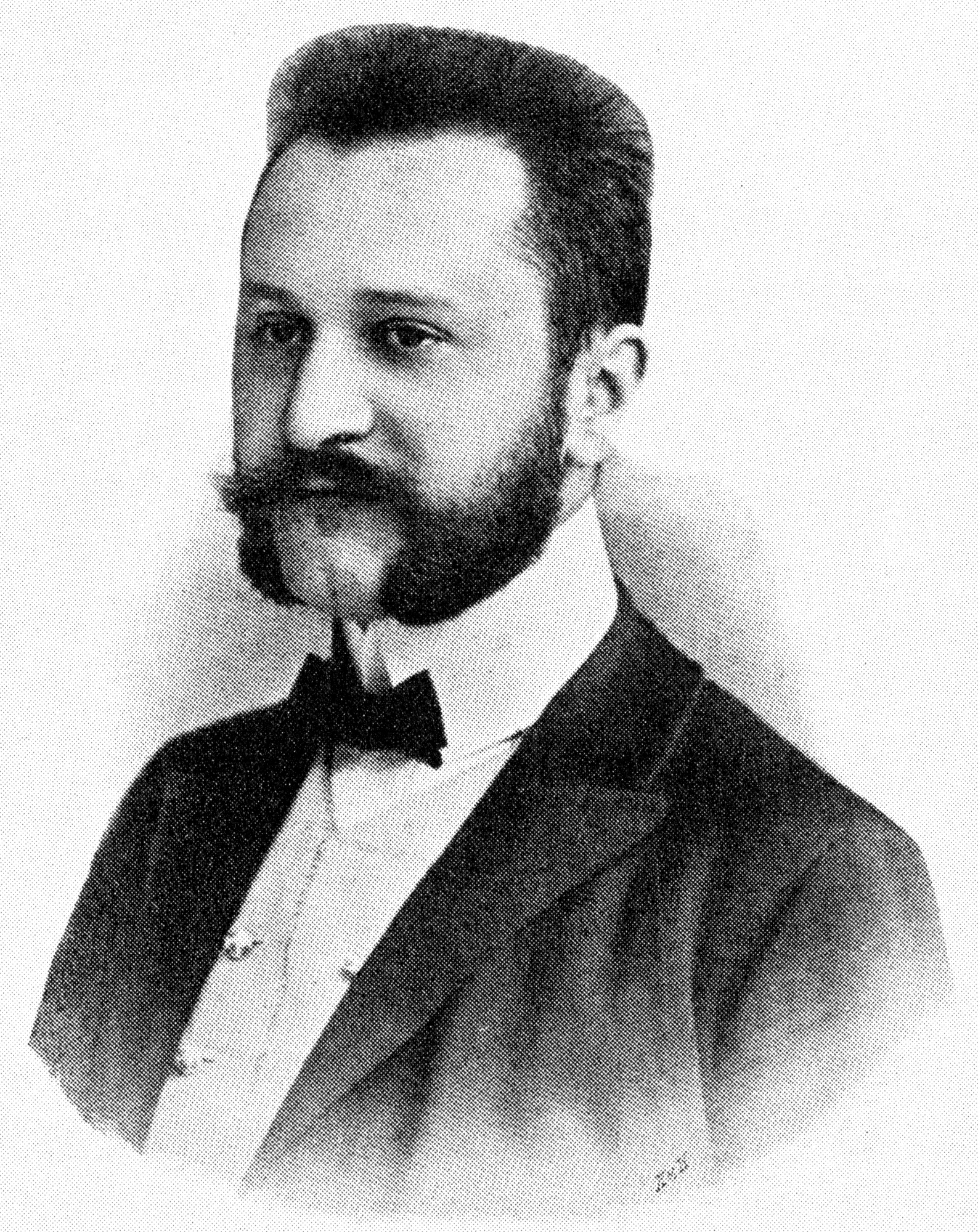
Karel Domin (* 1882)

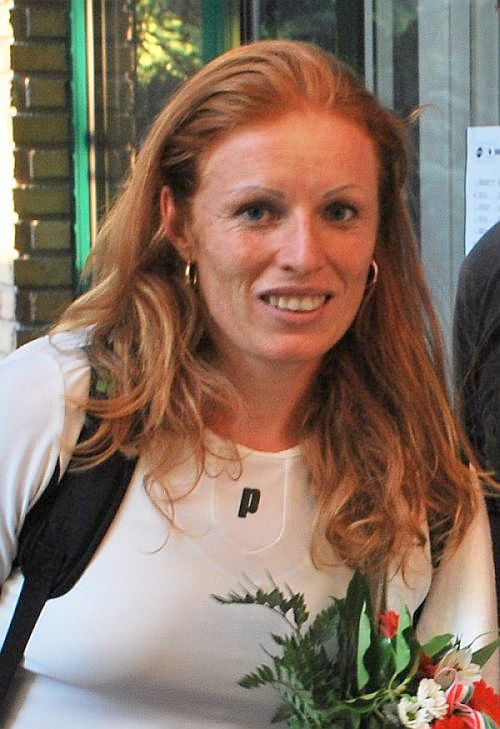
Vladimíra Uhlířová (* 1978)

- 1652 – Jan Florián Hammerschmidt, kněz, spisovatel a básník († 4. ledna 1735)
- 1729 – Florian Leopold Gassmann, rakouský hudební skladatel, dirigent a varhaník, narozený v Čechách († 20. ledna 1774)
- 1804 – Antonín Buchtel, hudební skladatel a sběratel hudebních nástrojů († 1. března 1882)
- 1820 – Petr Bílka, pedagog a mecenáš († 11. září 1881)
- 1838 – František Antonín Zeman, učitel a spisovatel († 24. června 1916)
- 1846 – Edvard Jan Brynych, biskup královéhradecký († 20. listopadu 1902)
- 1877
  - Josef Tvrdý, profesor filosofie a psychologie († 13. března 1942)
  - Antonín Pustka, sběratel lidových písní († 26. října 1960)
- 1878 – Jan Pelikán, československý politik († 15. listopadu 1950)
- 1879
  - Antonín Engel, architekt a urbanista († 12. října 1958)
  - Jan Remiger, pomocný biskup pražský († 21. května 1959)
  - Florian Tománek, československý politik slovenské národnosti († 25. března 1948)
- 1882 – Karel Domin, botanik, vysokoškolský pedagog a politik († 10. června 1953)
- 1886 – Jiří Diviš, chirurg († 2. července 1959)
- 1890
  - Karel Adam, filolog a překladatel († 1971)
  - Bedřich Vrbský, herec, režisér a dramatik († 23. února 1966)
- 1901 – Václav Bláha, hudební skladatel a trumpetista († 22. března 1959)
- 1903
  - Ludvík Svoboda, marxistický filozof a diplomat († 3. srpna 1977)
  - Stanislav Mašata, varhaník a skladatel († 10. června 1948)
- 1921
  - Hana Žantovská, redaktorka, spisovatelka a překladatelka († 17. srpna 2004)
  - Stanislav Segert, evangelický teolog a lingvista († 30. září 2005)
- 1923 – Karel Berka, logik († 24. listopadu 2004)
- 1924 – Jožka Karen, dirigent († 24. října 1999)
- 1925
  - Marie Kabrhelová, československá komunistická politička
  - Jiří Robert Pick, spisovatel († 17. března 1983)
- 1928 – Miloslav Kopecký, astronom († 4. listopadu 2006)
- 1931 – Milena Brůhová, spisovatelka († 10. srpna 2014)
- 1938 – Jan Štěrba, ministr zahraničního obchodu ČSSR
- 1944 – Vojtěch Mynář, politik († 10. července 2018)
- 1948 – Jan Kantůrek, překladatel († 22. března 2018)
- 1952 – Jan Korbička, hudebník a regionální politik
- 1955 – Karel Eliáš, právní vědec a komercialista
- 1959 – Michal Pešek, herec a moderátor († 7. května 2012)
- 1965 – Alena Mihulová, herečka
- 1978 – Vladimíra Uhlířová, tenistka
- 1980 – Tereza Šefrnová, herečka, scenáristka a režisérka.
- 1992
  - Jakub Steklý (Stejk), youtuber, vloger, herec a influencer
  - Tomáš Filippi, český hokejista
- 1993 – Linda Bartošová, novinářka, redaktorka a moderátorka
- 1998 – Tomáš Havránek, hokejista

### Svět

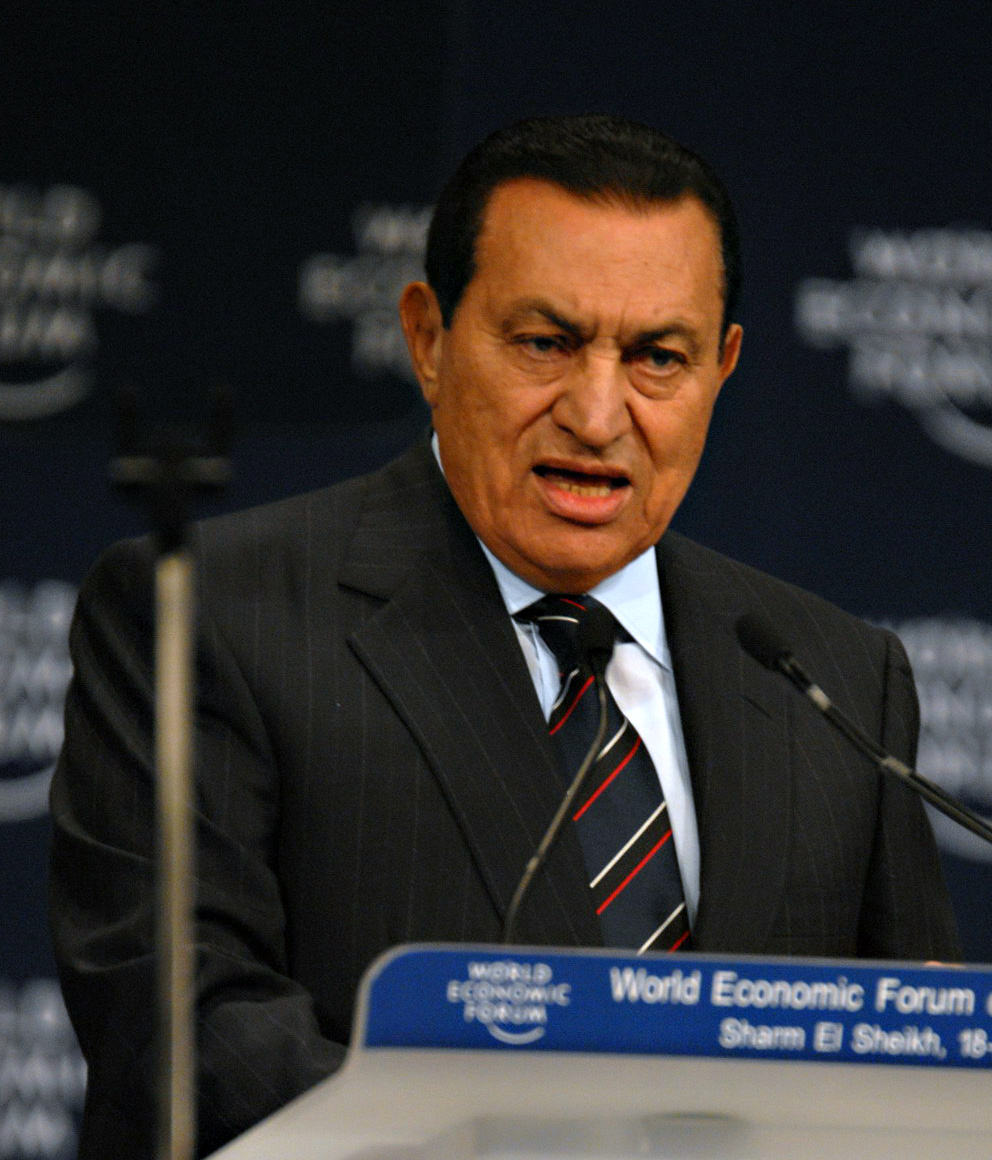
Husní Mubárak (* 1928)

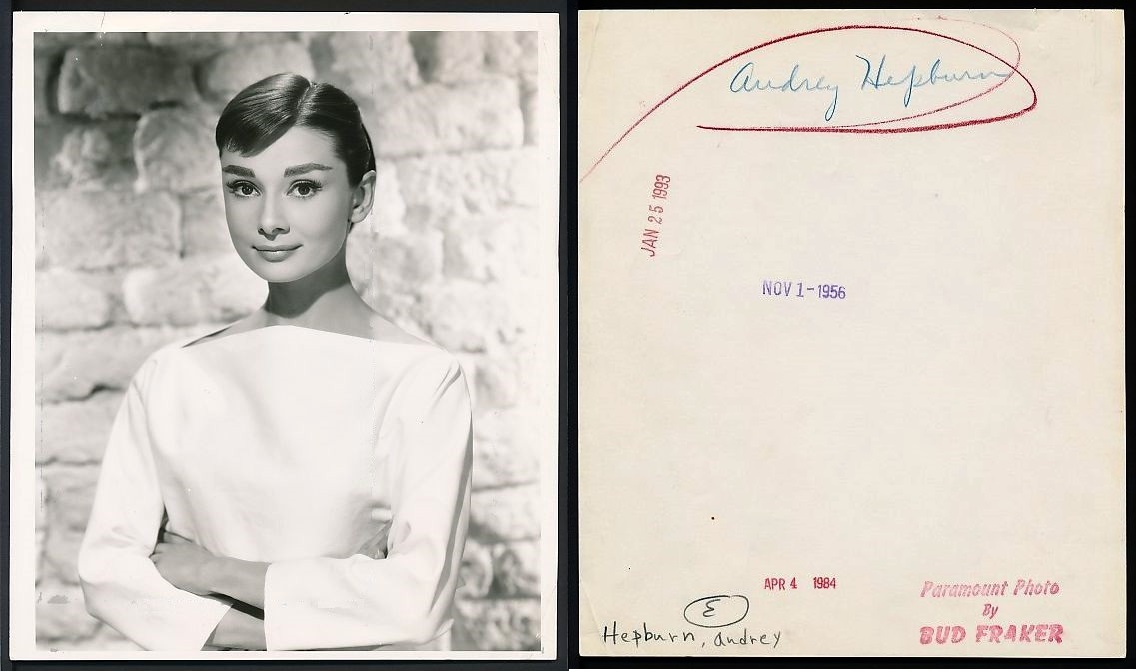
Audrey Hepburnová (* 1929)

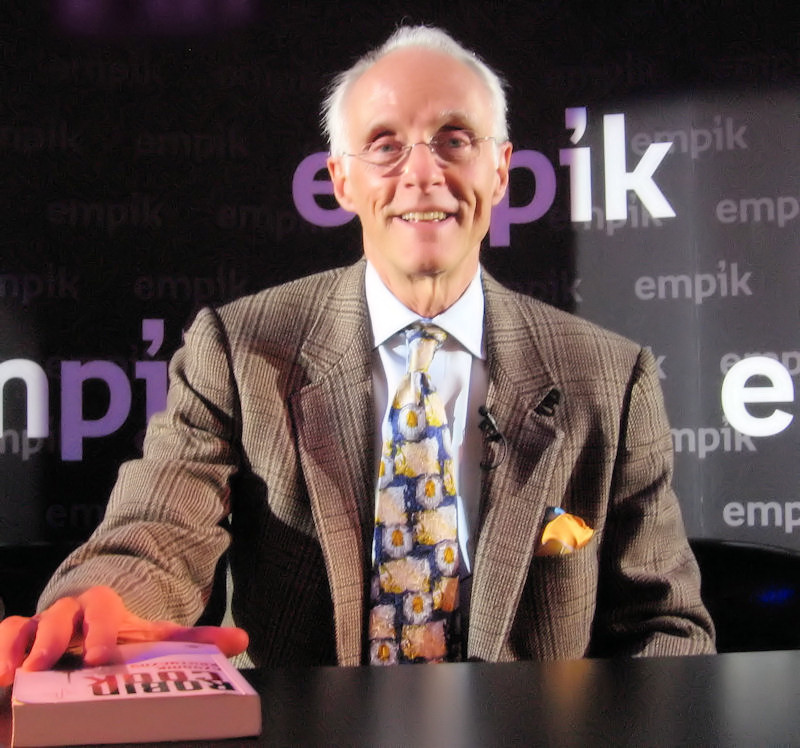
Robin Cook (* 1940)

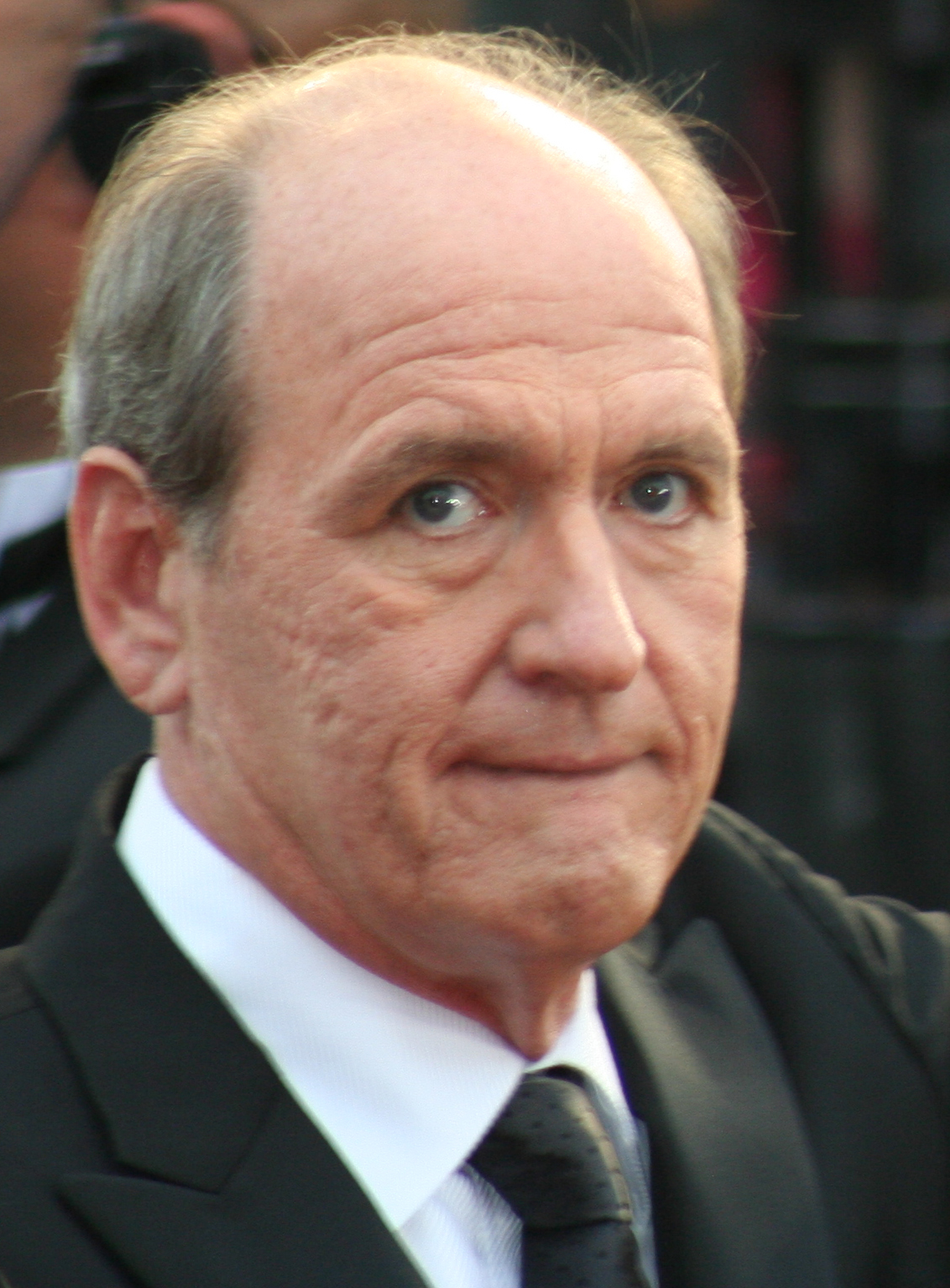
Richard Jenkins (* 1947)

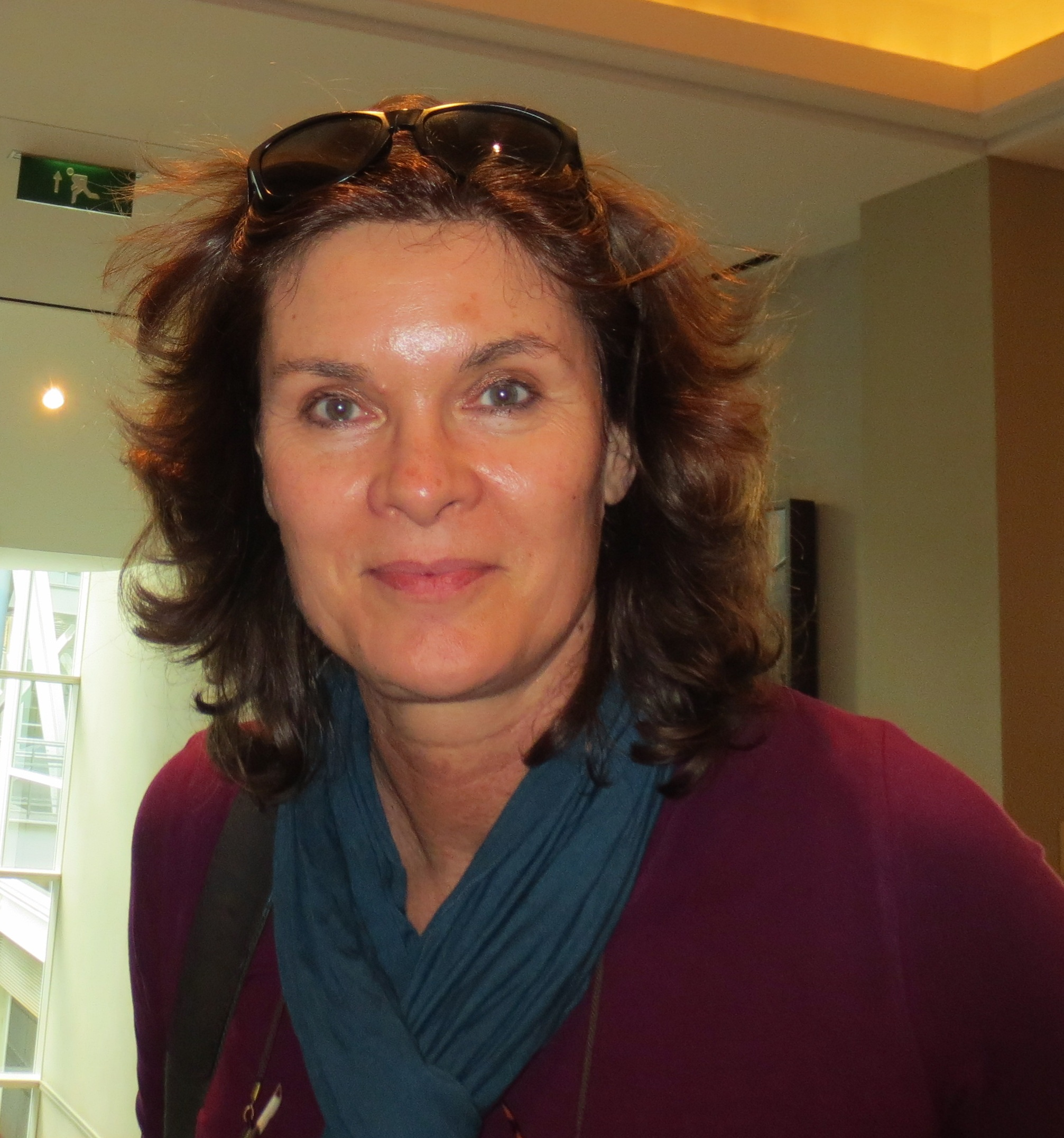
Ulrike Meyfarthová (* 1956)

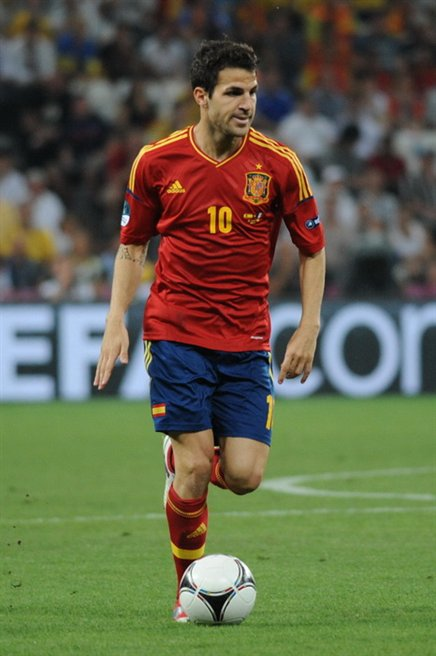
Francesc Fàbregas (* 1987)

- 1008 – Jindřich I., francouzský král
- 1464 – Žofie Jagellonská, polská princezna († 5. října 1512)
- 1570 – Girolamo Rainaldi, italský architekt období manýrismu († 15. července 1655)
- 1611 – Carlo Rainaldi, italský barokní architekt († 8. února 1691)
- 1654 – Kchang-si, čínský císař († 20. prosince 1722)
- 1655 – Bartolomeo Cristofori, italský výrobce hudebních nástrojů († 27. ledna 1731)
- 1661 – Eleonora Barbora z Thun-Hohenštejna, kněžna z Lichtenštejna († 10. února 1723)
- 1677 – Františka Marie Bourbonská, francouzská šlechtična († 1749)
- 1718 – Jean-Philippe Loys de Chéseaux, švýcarský astronom († 30. listopadu 1751)
- 1733 – Jean-Charles de Borda, francouzský matematik a astronom († 20. února 1799)
- 1770 – François Gérard, francouzský malíř († 11. ledna 1837)
- 1776 – Johann Friedrich Herbart, německý filozof, psycholog a pedagog († 14. srpna 1841)
- 1777 – Louis Jacques Thénard, francouzský chemik († 21. června 1857)
- 1796 – William Hickling Prescott, americký historik († 28. ledna 1859)
- 1810 – Alexandre Colonna-Walewski, nemanželský syn Napoleona I. a jeho milenky hraběnky Marie Walewské († 27. října 1868)
- 1817 – Florian Ceynowa polský lékař, kašubský jazykovědec a spisovatel († 26. března 1881)
- 1820 – Julia Gardiner Tylerová, manželka Johna Tylera, 11. první dáma Spojených států († 1889)
- 1822 – Leopold Friedrich von Hofmann, ministr financí Rakouska-Uherska († 24. října 1885)
- 1825 – Thomas Henry Huxley, anglický biolog († 29. června 1895)
- 1826 – Frederic Edwin Church, americký malíř († 7. dubna 1900)
- 1827 – John Hanning Speke, anglický voják a průzkumník († 1864)
- 1830 – Jules Arnous de Rivière, francouzský šachový mistr († 1905)
- 1845 – William Kingdon Clifford, anglický matematik a filozof († 3. března 1879)
- 1847
  - Paweł Myrdacz, rakousko-uherský lékař († 7. července 1930)
  - Milena Vukotić, černohorská kněžna a královna († 1923)
- 1850 – Emanuel Stěpanovič Šiffers, ruský šachista († 12. prosince 1904)
- 1852 – Alice Liddellová, anglická modelka († 1934)
- 1856 – Samo Daxner, československý advokát a politik († 27. dubna 1949)
- 1880 – Bruno Taut, německý architekt († 24. prosince 1938)
- 1881 – Alexandr Fjodorovič Kerenskij, ruský politik, právník, předseda prozatímní vlády v roce 1917 († 1970)
- 1883 – Wang Ťing-wej, čínský politik († 1944)
- 1887 – Wacław Grzybowski, polský politik a filozof († 30. prosince 1959)
- 1889 – Francis Spellman, americký kardinál († 1967)[1]
- 1895 – Mikuláš Galanda, slovenský malíř († 5. června 1938)
- 1896 – Oliver Stanley, britský konzervativní politik, ministr († 10. prosince 1950)
- 1901 – Nevvare Hanımefendi, manželka posledního osmanského sultána Mehmeda VI. († 22. dubna 1992)
- 1904
  - Josef Pieper, německý filozof († 1997)
  - Umm Kulthum, egyptská zpěvačka († 1975)
- 1908 – Giovannino Guareschi, italský novinář a spisovatel († 22. července 1968)
- 1916 – Jane Jacobsová, americko-kanadská novinářka a spisovatelka († 25. dubna 2006)
- 1918 – Kakuei Tanaka, premiér Japonska († 16. prosince 1993)
- 1922
  - Alex Randolph, americký tvůrce stolních her († 27. března 2004)
  - King Fleming, americký jazzový klavírista († 1. dubna 2014)
- 1923
  - Ján Šebík, slovenský politik, primátor Bratislavy († ? 1998)
  - Ed Cassidy, americký bubeník († 6. prosince 2012)
- 1924 – Taťjana Nikolajeva, ruská klavíristka, hudební skladatelka († 22. listopadu 1993)
- 1928
  - Muhammad Husní Mubarak, egyptský prezident († 25. února 2020)
  - Maynard Ferguson, kanadský trumpetista († 23. srpna 2006)
  - Armand Maloumian, francouzský spisovatel († 24. června 2007)
  - Wolfgang von Trips, německý automobilový závodník († 10. září 1961)
- 1929
  - Johan Otto von Spreckelsen, dánský architekt († 16. března 1987)
  - Audrey Hepburnová, britská herečka († 20. ledna 1993)
  - Ronald Golias, brazilský herec a komik († 27. září 2005)
- 1931 – Richard Williams, americký trumpetista († 4. listopadu 1985)
- 1934 – Taťjana Samojlovová, ruská divadelní a filmová herečka († 4. května 2014)
- 1935 – Don Friedman, americký jazzový klavírista († 30. června 2016)
- 1937
  - Ron Carter, americký jazzový kontrabasista a kapelník
  - Dick Dale, americký surf rockový kytarista († 16. března 2019)
- 1939
  - Amos Oz, izraelský spisovatel, esejista a žurnalista († 28. prosince 2018)
  - Iva Mojžišová, slovenská teoretička a historička umění († 26. ledna 2014)
- 1940 – Robin Cook, americký lékař a spisovatel
- 1943 – Georgi Asparuchov, bulharský fotbalový útočník († 30. června 1971)
- 1945 – Georg Wadenius, švédský kytarista, baskytarista, zpěvák a skladatel
- 1947 – Richard Jenkins, americký herec
- 1948 – George Tupou V., pátý král Tongy († 18. března 2012)
- 1949 – Graham Swift, anglický spisovatel
- 1951 – Jackie Jackson, americký zpěvák a skladatel
- 1952 – Kevin Scarce, guvernér Jižní Austrálie
- 1956
  - Ulrike Meyfarthová, západoněmecká atletka, skokanka, olympijská vítězka
  - Sharon Jones, americká zpěvačka († 18. listopadu 2016)
  - Michael Gernhardt, americký astronaut
- 1958
  - Keith Haring, americký malíř a společenský aktivista († 16. února 1990)
  - Ghassan Salhab, senegalský filmový režisér a scenárista
- 1959
  - Maurizio Cheli, italský vojenský letec a astronaut
  - Inger Nilsson, švédská herečka a zpěvačka
- 1970 – Karla Homolka, kanadská sériová vražedkyně
- 1972 – Mike Dirnt, basista americké punk rockové skupiny Green Day
- 1979 – Lance Bass, americký zpěvák, tanečník a herec
- 1981 – Dallon Weekes, americký kytarista a zpěvák
- 1987
  - Francesc Fabregas, španělský fotbalista
  - Jorge Lorenzo, španělský motocyklový závodník
- 1988
  - Oleksandr Abramenko, ukrajinský akrobatický lyžař
  - Mihaela Buzărnescuová, rumunská tenistka
- 1989 – James van Riemsdyk, americký hokejista
- 1992 – Phyllis Francisová, americká sprinterka
- 1995 – Alex Lawther, britský herec
- 2000 – Alexandre Balmer, švýcarský silniční cyklista

## Úmrtí

### Česko

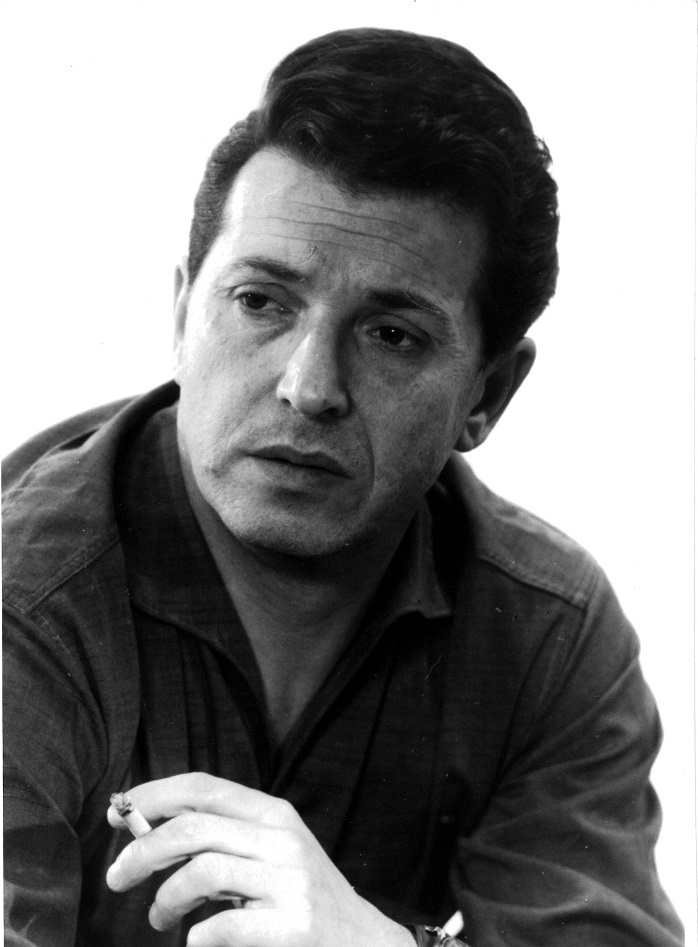
Petr Schulhoff († 1986)

- 1783 – František Ondřej Holý, hudební skladatel českého původu (* 28. listopadu 1747)
- 1906 – František Schwarz, politický a kulturní činitel na Plzeňsku (* 8. května 1840)
- 1911 – Karel Link, taneční mistr a skladatel (* 4. srpna 1833)
- 1920 – Věnceslava Lužická, česká spisovatelka (* 6. prosince 1832)
- 1924 – Vojtěch Zavadil, československý politik (* 19. dubna 1865)
- 1933 – Josef Baudiš, český keltista a indoevropeista (* 27. srpna 1883)
- 1950 – Jaroslav Červený, československý fotbalový reprezentant (* 6. ledna 1895)
- 1955 – Louis Charles Breguet, francouzský letecký konstruktér (* 2. ledna 1880)
- 1959
  - Jiří Mařánek, spisovatel (* 12. ledna 1891)
  - Lothar Suchý, novinář, překladatel a spisovatel (* 6. května 1873)
- 1962 – Josef Rejfíř, šachista (* 22. září 1909)
- 1963 – Emil Čermák, právník a spisovatel (* 17. září 1902)
- 1968 – Bohuš Heran, virtuóz na violoncello a hudební pedagog (* 7. února 1907)
- 1974 – Štěpán Urban, skladatel a esperantský básník (* 4. října 1913)
- 1977 – Karel Höger, herec (* 17. června 1909)
- 1986 – Petr Schulhoff, režisér a scenárista (* 10. července 1922)
- 1991 – Jan Kyzlink, český operní pěvec (* 6. července 1930)
- 1993 – Marie Eliška Pretschnerová, česká řeholnice (* 26. září 1911)
- 1994 – Milada Ježková, česká herečka (* 27. června 1910)
- 2009
  - Václav Cibula, český spisovatel a překladatel (* 7. listopadu 1925)
  - Vilém Stonawski, bývalý biskup luteránských církví v Česku (* 24. listopadu 1926)
- 2010 – Jaromír Skřivánek, malíř, grafik, ilustrátor, spisovatel, básník, překladatel a cestovatel (* 10. října 1923)
- 2012 – Karel Bělohradský, herec (* 17. listopadu 1943)
- 2013
  - Milan Peroutka, bubeník (* 19. ledna 1964)
  - Oldřich Velen, český herec (* 15. září 1921)
- 2023
  - Věra Beranová, estetička a kunsthistorička (* 2. dubna 1947)
  - Petr Klíma, hokejista (* 23. prosince 1964)

### Svět

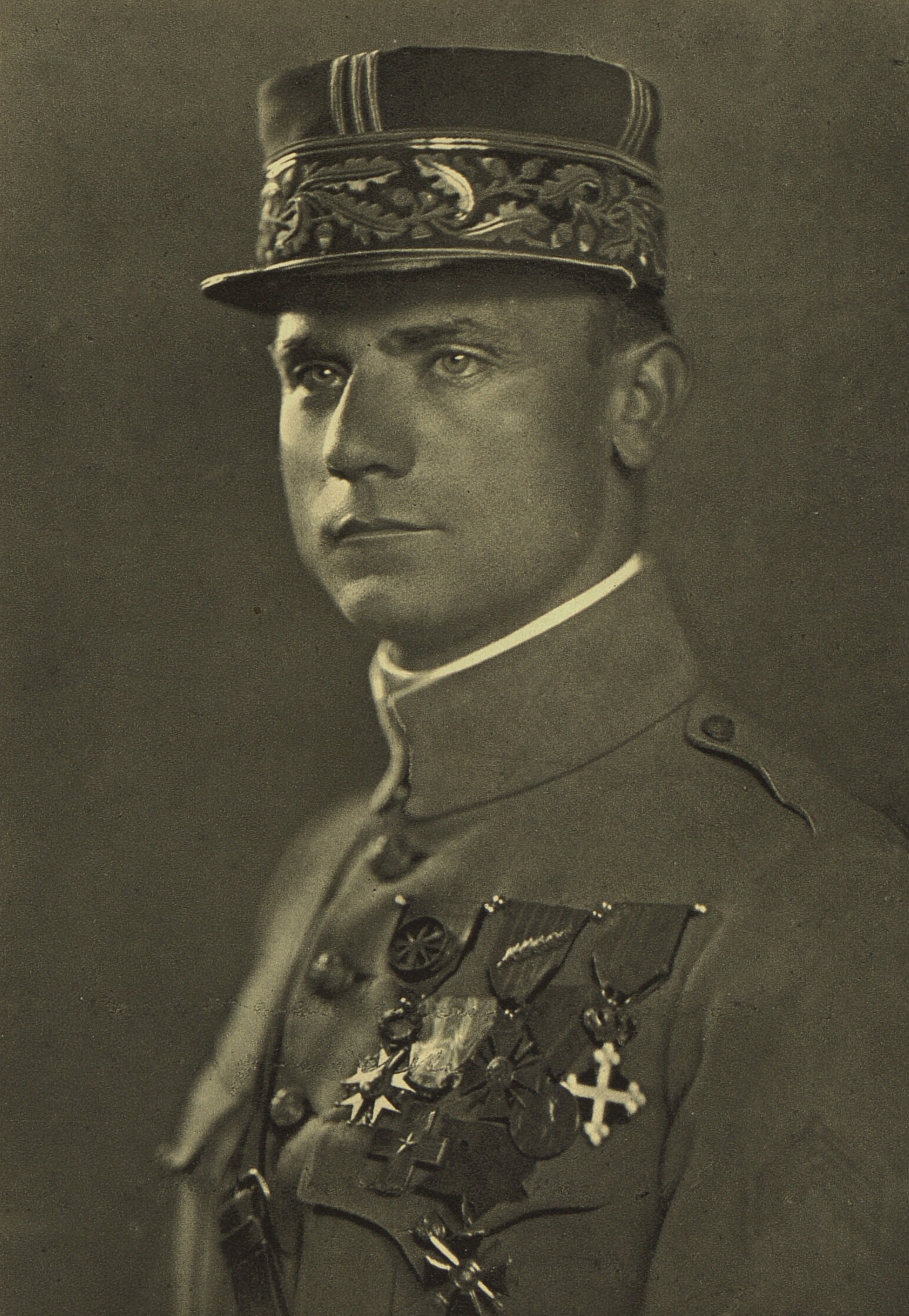
Milan Rastislav Štefánik († 1919)

- 0304 – Florián z Lorchu, první rakouský svatý a mučedník, jeden ze Čtrnácti svatých pomocníků (* 250)
- 1406 – Coluccio Salutati, italský politik a učenec (* 16. února 1331)
- 1471 – Eduard z Walesu, anglický princ (* 1453)
- 1528 – Bernhard Strigel, německý malíř pozdní gotiky a rané renesance (* kolem 1460)
- 1530 – Mikuláš ze Salmu, rakouský vojevůdce (* 1459)
- 1535
  - Robert Lawrence, převor kláštera v Beauvale, katolický světec (* ?)
  - Jan Houghton, převor kláštera v Londýně, katolický světec (* 1485)
- 1557 – Jiří Rakouský, biskup a arcibiskup, nemanželský syn císaře Maxmiliána I. (* cca 1505)
- 1604 – Claudio Merulo, italský renesanční hudební skladatel a varhaník (* 8. dubna 1533)
- 1605 – Ulisse Aldrovandi, italský lékař a přírodovědec (* 11. září 1522)
- 1615 – Adriaan van Roomen, vlámský matematik (* 29. září 1561)
- 1616 – Magdalena Braniborská, hesensko-darmstadtská lankraběnka (* 7. ledna 1582)
- 1661 – Jean de Cambefort, francouzský hudební skladatel (* 1605)
- 1677 – Isaac Barrow, anglický teolog a matematik (* říjen 1630)
- 1729 – Louis-Antoine de Noailles, kardinál, arcibiskup pařížský (* 27. května 1651)
- 1744 – Marie Alžběta z Lichtenštejna, knížecí princezna (* 8. května 1683)
- 1746 – Antonio Pollarolo, italský varhaník a hudební skladatel (* 12. listopadu 1676)
- 1785 – János Sajnovics, maďarský astronom a jazykovědec (* 12. května 1733)
- 1792 – Giuseppe Garampi, italský kardinál, archivář a numismatik (* 22. října 1725)
- 1800 – Armand de Vignerot du Plessis, francouzský revolucionář (* 31. října 1761)
- 1824 – Joseph Joubert, francouzský moralista a esejista (* 7. května 1754)
- 1847 – Alexandre Vinet, švýcarský teolog a literární historik (* 17. června 1797)
- 1869
  - Jovan Hadžić, zakladatel Matice srbské (* 8. září 1799)
  - Thomas Langlois Lefroy, irský politik a soudce (* 8. ledna 1776)
- 1871 – Marie Annunziata Neapolsko-Sicilská, arcivévodkyně rakouská (* 24. března 1843)
- 1878 – Johann Christian Ferdinand Höfer, německo-francouzský lékař a spisovatel (* 21. dubna 1811)
- 1884 – Marie Anna Savojská, rakouská císařovna jako manželka Ferdinanda I. Dobrotivého (* 19. září 1803)
- 1889 – Ivan Petrovič Larionov, ruský hudební skladatel, literát a folklorista (* 4. února 1830)
- 1897 – Sofie Bavorská, bavorská princezna z rodu Wittelsbachů (* 23. února 1847)
- 1903 – Goce Delčev, bulharsko-makedonský revolucionář (* 4. února 1872)
- 1912 – Nettie Stevensová, americká genetička (* 7. července 1861)
- 1917 – Hermenegildo Cardos de Brito Capelo, portugalský průzkumník afrického kontinentu (* 4. února 1841)
- 1919 – Milan Rastislav Štefánik, slovenský politik a generál francouzské armády (* 21. července 1880)
- 1924 – Adam Jędrzejowicz, předlitavský státní úředník a politik (* 17. prosince 1847)
- 1927 – Gustav Tschermak, rakouský mineralog (* 19. dubna 1836)
- 1938 – Carl von Ossietzky, německý pacifista, držitel Nobelovy ceny za mír (* 3. října 1889)
- 1939 – Ghazi I., irácký král (* 12. března 1912)
- 1943
  - Cesira Ferrani, italská sopranistka (* 8. května 1863)
  - Géo André, francouzský ragbista (* 13. srpna 1889)
- 1945 – Fedor von Bock, německý polní maršál (* 3. prosince 1880)
- 1949 – Ezio Loik, italský fotbalista (* 26. září 1919)
- 1950 – Paul Federn, americký psycholog a psychoanalytik (* 13. října 1871)
- 1952 – Ján Koniarek, slovenský sochař (* 30. ledna 1878)
- 1955 – George Enescu, rumunský skladatel, dirigent a houslista (* 19. srpna 1881)
- 1965 – Jisra'el Bar Jehuda, izraelský politik, ministr (* 15. listopadu 1895)
- 1966 – Amédée Ozenfant, francouzský malíř (* 15. dubna 1886)
- 1980 – Josip Broz Tito, prezident Jugoslávie (* 7. května 1892)
- 1981 – Nicolau María Rubió i Tudurí, katalánský architekt, zahradní architekt, urbanista a spisovatel (* 5. února 1891)
- 1984 – Diana Dorsová, anglická herečka a zpěvačka (* 23. října 1931)
- 1986 – Vladimír Petruška, slovenský herec a divadelní režisér (* 5. června 1923)
- 1987 – Paul Butterfield, americký bluesový zpěvák a hráč foukací harmoniku (* 17. prosince 1942)
- 1993 – Aleksandr Titarenko, sovětský marxisticko-leninský filosof (* 12. března 1932)
- 1999 – Oscar E. Monnig, americký astronom (* 4. září 1902)
- 2000 – Hendrik Casimir, nizozemský fyzik (* 15. července 1909)
- 2004 – Torsten Hägerstrand, švédský geograf (* 11. října 1916)
- 2010 – Luigi Poggi, italský kardinál, vatikánský diplomat (* 25. listopadu 1917)
- 2011 – Frans Sammut, maltský spisovatel a esejista (* 19. listopadu 1945)
- 2012
  - Adam Yauch, americký rapper, člen Beastie Boys (* 5. srpna 1964)
  - Angelica Garnett, britská spisovatelka a malířka (* 25. prosince 1918)
- 2014
  - Elena Baltachová, britská tenistka (* 14. srpna 1983)
  - Taťjana Samojlovová, ruská divadelní a filmová herečka (* 4. května 1934)
- 2017 – Timo Mäkinen, finský jezdec rallye (* 18. března 1938)
- 2021 – Nick Kamen, anglický zpěvák, skladatel a hudebník (* 15. dubna 1962)

## Svátky

### Česko
- Květoslav, Květoň, Květoš
- Gothard
- Ada
- Silvan, Silván, Silvius
- Den hasičů

### Svět
- Slovensko: Florián
- Japonsko: Národní svátek
- Tonga: Narozeniny korunního prince
- Zambie: Svátek práce (je-li pondělí)
- Mezinárodní den Hvězdných válek
- OSN: Den proti šikaně
- USA: Den ptactva
- Namibie: Cassinga Day

### Katolický kalendář
- Svatý Florián, patron hasičů († 304)

## Pranostiky

### Česko
- Svatý Florián si ještě může nasadit sněhový klobouk.
- Déšť svatého Floriána je ohňová rána.
- Je-li o dni svatého Floriána veliký vítr, jest toho roku mnoho ohňů.

| 4. květen v pražském KlementinuÚdaje jsou platné k 29. 4. 2025. | 4. květen v pražském KlementinuÚdaje jsou platné k 29. 4. 2025. | 4. květen v pražském KlementinuÚdaje jsou platné k 29. 4. 2025. |
| minimum                                                         | denní průměr                                                    | maximum                                                         |
| --------------------------------------------------------------- | --------------------------------------------------------------- | --------------------------------------------------------------- |
| −0,3 °C (1864)                                                  | 13,7 °C (od 1961)                                               | 28,8 °C (1977)                                                  |